# 필중
필중(畢衆, ? ~ ?)은 전한 말기의 관료이다.

## 생애
건시 원년(기원전 32년), 하남태수에서 좌풍익으로 승진하였다.

## 출전
- 반고, 《한서》 권19하 백관공경표 下

| 전임 곽연 | 전한의 좌풍익 기원전 32년 ~ 기원전 29년? | 후임 호상 |